# Enrico Molari
Enrico Molari (Cattolica, 15 agosto 1929) è un pilota motociclistico italiano.
Ha corso, negli anni, innumerevoli gare in tutta Italia e, soprattutto, fu uno specialista della Temporada Romagnola.

## Carriera
Nato a Cattolica nel 1929 e secondo di 4 figli (2 maschi e 2 femmine), il padre Silvio e  gestiva già dal 1926 una delle prime concessionarie Moto Guzzi e fu quindi cosa naturale, crescendo, avviarlo all'allora nascente sport motociclistico.
Il padre già negli anni venti partecipava, partendo da Cattolica, a vari motoraduni nazionali a Roma e Milano. Il fratello Enzo, classe 1931 si è invece dedicato alle competizioni ciclistiche vincendo numerosi manifestazioni anche a livello nazionale, entrambi sono stati soci fondatori del nascente Moto Club Cattolica datato 1948.
Fu tra i primi piloti ad utilizzare la LinTo75, progettata e costruita da Lino Tonti.
È stato campione Italiano di 2ª categoria della classe 250 nel 1952 su Moto Guzzi.